# 北九州國定公園
北九州國定公園，是位在日本福岡縣北九州市的國定公園。1972年10月16日指定。總面積82.49k㎡。

## 主要景點
- 平尾台
- 皿倉山

## 關連市町村
- 福岡縣 - 北九州市、直方市、行橋市、苅田町、福智町

## 關連項目
- 國定公園

## 外部連結
- （日語）北九州國定公園